# Paraná (bang)
Paraná là một bang của Brasil, toạ lạc ở phía nam quốc gia này, phía bắc giáp bang São Paulo, phía đông giáp Đại Tây Dương, phía nam giáp bang Santa Catarina và tỉnh Misiones của Argentina, phía tây giáp Mato Grosso do Sul và tỉnh Canindeyú của Paraguay, với sông Paraná là đường biên giới phía tây. Bị cắt ngang bởi Tropic of Capricorn, Paraná có phần còn lại của rừng araucaria, là một trong những rừng bán nhiệt đới quan trọng nhất thế giới. Tại biên giới với Argentina và vườn quốc gia Iguaçu, là địa điểm thu hút du khách quan trọng. Cách đó 40 km tại biên giới với Paraguay là đập nước lớn nhất thế giới Hidroelétrica de Itaipu. Thủ phủ bang là Curitiba, ngoài ra có Ilha do Mel, kề khu vực lịch sử Paranaguá, là một địa điểm thu hút khách du lịch sinh thái.
bang có diện tích 199.314,9 km2, dân số 10,21 triệu người (năm 2005).

## Liên kết
- (tiếng Bồ Đào Nha) Official Website
- Brazilian Tourism Portal Lưu trữ ngày 12 tháng 12 năm 2007 tại Wayback Machine
- (tiếng Bồ Đào Nha) Official Hotel Guide